# Feudalismo bastardo
Feudalismo bastardo es una expresión historiográfica que se aplica al feudalismo en el reino de Inglaterra de los últimos siglos de la Edad Media. Su característica principal es la conversión de las redes del vasallaje en redes clientelares muy explícitas de intercambio de servicios (militares, políticos, jurídicos o domésticos) a cambio de dinero, cargos o influencia.
La gentry se comenzó a considerar a sí misma como men of their lord ("hombres de su señor") más que como del rey: individualmente se los conoce como retainers, y colectivamente como la affinity ("afinidad") del lord ("señor"), entre otros términos (livery -"librea"-, maintenance, retinue, retaining, etc.)

## Origen del término
La expresión bastard feudalism ("feudalismo bastardo") fue acuñada por Charles Plummer en 1885. Plummer culpaba a esta configuración social del desorden e inestabilidad de la época de la Guerra de las Dos Rosas (siglo XV). No obstante, la expresión se vincula principalmente a un autor contemporáneo de Plummer: William Stubbs, según el cual, se produjo una discontinuidad en la historia inglesa en tiempos de Eduardo I, cuando la leva feudal se reemplazó con el pago al rey por los servicios militares que los grandes magnates le debían. A partir de entonces, en vez de vasallos obligados a la prestación de servicios militares cuando su señor se lo requería, se convirtieron en contribuyentes que pagaban una porción de su renta feudal al tesoro de su señor. A su vez, el señor suplementaba los debidos servicios militares con retainers contratados, una especie de ejército privado permanente a su servicio.
K. B. McFarlane, en los años 1940, presentó un fuerte desafío a la tesis de Stubbs, despojando a la expresión "feudalismo bastardo" de cualquier connotación negativa. Para él, lo central en este concepto no era su parte financiera (las cantidades que suponía eran la mayor parte de las veces casi despreciables), sino lo que suponía de "servicios a cambio de favores" (service in exchange for good favour). En una sociedad gobernada sobre una base personal, el servicio al señor era la mejor forma de obtener favores en forma de cargos y otras prebendas. Los señores (lords) mantenían sus "afinidades" formadas por el conjunto de sus administradores, letrados y la gentry local. Ofreciendo dinero en vez de tierra, los señores podían permitirse retener en su "afinidad" más seguidores.

## Liveryymaintenance

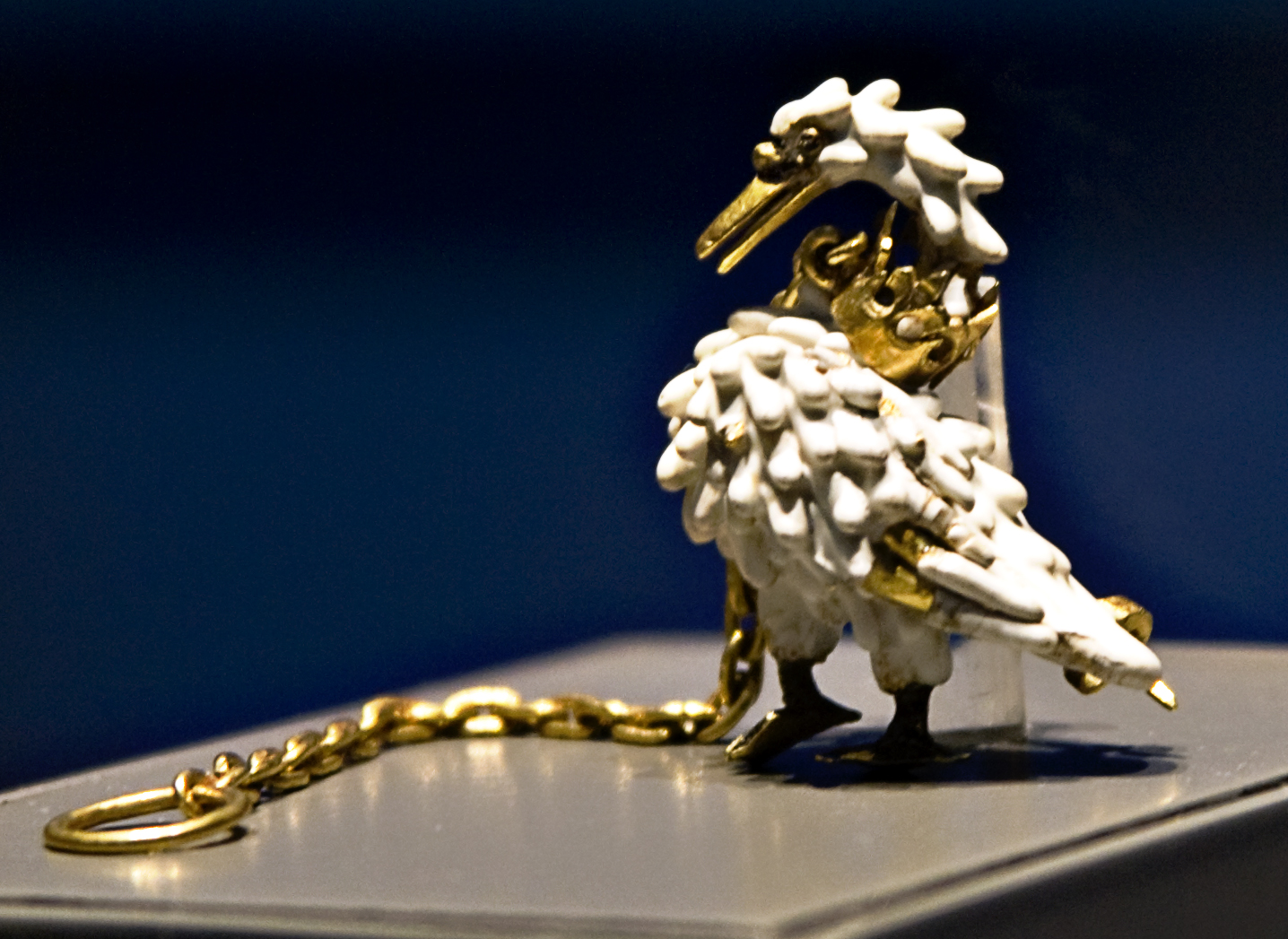
La joya del cisne Dunstable, un livery badge, ca. 1400 (British Museum).

En compensación por convertirse en retainers de una affinitie, la gentry confiaba beneficiarse de la influencia de su lord en la política local y nacional. Esta práctica se conocía como maintenance. El retainer portaría emblemas de su señor (livery badge) o, en su forma más prestigiosa, portaría su collar (livery collar), lo que resultaba útil en los tribunales (courtroom). Bajo un rey débil, como Enrique VI, las rivalidades de los magnates llegaban hasta confrontaciones armadas en los tribunales, pervirtiendo la administración de justicia.
Mientras Corona y nobleza compartieran los mismos intereses, las comisiones militares de los grandes magnates no suponían rupturas sociales. Las guerras civiles del siglo XV se desencadenaron por factores personales (particularmente los vinculados a Enrique VI) más que institucionales. Las investigaciones recientes muestran que el pago por servicios militares se siguió realizando mucho después del reinado de Eduardo I, al contrario de lo que suponía Stubbs.

## Uso en la historiografía actual
En la historiografía actual, el concepto de feudalismo es de uso problemático, con lo que también lo es el de "feudalismo bastardo". La expresión se usa con prevención, aunque sigue usándose y no es un concepto muerto. La mayor parte de los historiadores actuales lo ven como un sistema social neutral susceptible de abusos. Proporcionaba a un rey la capacidad de controlar a los lords, y una manera estable de organizar la sociedad local. En cuanto a su relación con la Guerra de las Dos rosas, se matiza, dado que, aunque un rey débil era más vulnerable a los magnates por su causa, los elementos del "feudalismo bastardo" pueden encontrarse mucho antes (a comienzos del siglo XIII).

## Retinuesyretaining
Al no mantenerse durante largos periodos, los retinues nobiliarios no se constituyeron en ejércitos privados. Careciendo de ejércitos  permanentes, los reyes dependían de los retinues nobiliarios para sus necesidades militares en guerras exteriores o rebeliones internas. Bajo un rey débil como Enrique VI, los magnates ambiciosos o desafectos (como Ricardo de York o Ricardo Neville) tuvieron capacidad de usar sus redes de sirvientes y retainers para desafiar o incluso controlar a la Corona. Grupos opuestos entre la gentry, ya enfrentados localmente, inevitablemente se agruparon en torno al patronazgo de diferentes líderes, formando banderías feudales que dirimieron sus diferencias en los campos de batalla de la Guerra de las Dos Rosas.
Aunque Eduardo IV intentó limitar el retaining, no tuvo gran éxito. Sin embargo, Enrique VII sí consiguió en gran medida imponer el poder real sobre el "feudalismo bastardo" mediante sanciones económicas a los nobles desafectos. Incluso promulgó en 1504 un estatuto que reservaba únicamente al rey el tener retainers, mientras que los nobles debían de solicitar y pagar una licencia para ello. A finales del reinado de Enrique VII, el "feudalismo bastardo" puede considerarse prácticamente terminado.